# Sånger och formler
Sånger och formler är en diktsamling från 2015 av den svenska författaren Katarina Frostenson. 
Dikterna berör bland annat närståendes bortgång, miljöförstöring, kulturell nedgång och historiska personer som Marina Tsvetajeva och Elsa Brändström. Bokens titel kommer från en rad i Tsvetajevas bok I skuggan av ett krig: "Två kära ting i världen: sången och formeln". Enligt Frostenson syftar formlerna i titeln främst på ramsor och trollformler, "en förhäxande sats som kommer igen".

## Mottagande

### Recensioner
Henrik Petersen på Sydsvenskan skrev: "Frostensons dikt utstrålar en annan självsäkerhet än förr. Liksom lösgjord. Samtidigt utforskar hon berättande, reflekterande och lyriskt intuitivt titelorden som teman." Svenska Dagbladets David Stenbeck skrev: "Det psykologiska narrativet, jagets puls, är utmärkt i Sånger och formler, med en stillhet som skapar förhandlingsutrymme till verkligheten. Vokalerna ställs emot varandra och drar, färgar in, ekar ut. Det finns återhållsamhet, och det finns en mild ström av längtan som tränger ut genom vardagens gråa[.]"

### Utmärkelser
Boken tilldelades Nordiska rådets litteraturpris 2016. Bedömningskommittén skrev: "Katarina Frostensons diktsamling Sånger och formler är en berättelse om livets fysiska och själsliga uppenbarelser, om det lilla i det stora och om människan i världen. I hennes dikter, skenbart strama men i själva verket mycket generösa, sker ständiga förvandlingar i vilka livets mångskiftande märkvärdighet gestaltas." Boken nominerades även till Sveriges Radios Lyrikpris.